# Khmejmim Air Base
Khmejmim Air Base, også Hmeimim Air Base, er en syrisk luftbase, der pr. august 2019 drives af Rusland. Luftbasen er beliggende sydøst for byen Latakia i Hmeimim, i Syrien. Luftbasen deler nogle lufthavnsfaciliteter med Bassel Al-Assad International Airport. Luftbasens juridiske status reguleres af en traktat, der i august 2015 blev indgået mellem Rusland og Syrien. I slutningen af 2017 meddelte Rusland, at Khmejmim-basen er en del af Ruslands permanente militære kontingent udstationeret i Syrien. 

## Navn
Navnet er baseret på det lokale arabiske navn, - حميميم , der på russisk translittereres til Хмеймим.  Det arabiske navn kan translittereres på andre måder, bl.a. Hemeimeem og Hmeymin.

## Historik og aktuel juridisk status
Khmejmim-luftbasen blev bygget i midten af 2015 ved siden af Bassel Al-Assad International Airport for at være "det strategiske centrum for den russisk militære intervention i den syriske borgerkrig". Eksistensen af den russiske strategiske base blev afsløret af USA i begyndelsen af september 2015, og amerikanske embedsmænd udtrykte bekymring over muligheden for eskalering af konflikten i Syrien. Luftbasen blev operationel den 30. september 2015.
Den 26. august 2015 indgik Rusland og Syrien i Damaskus en traktat, der gav Rusland ret til omgående at kunne gøre brug af lufthavnen i Hmeimim lufthavn, gratis og uden tidsbegrænsning. Traktaten, der blev ratificeret af det russiske parlament og underskrevet som lov af præsident Vladimir Putin i oktober 2016, tildeler Ruslands personale og deres familiemedlemmer juridisk immunitet og andre privilegier som fastlagt ved Wienerkonventionen om diplomatiske forbindelser. Det syriske militær har ansvaret for at beskytte basen, mens den russiske side er ansvarlig for luftforsvar og intern orden blandt basens personale. En tillægsprotokol til traktaten blev indgået den 18. januar 2017.
I slutningen af december 2017 annoncerede Rusland, at der var "dannet en permanent gruppering" i Khmejmim såvel som på dets flådebase i Tartus, efter at præsident Putin godkendte strukturen og antallet af udstationerede på baserne i Tartus og Hmeymim.

## Operationer
I løbet af 2015 blev der bygget ny infrastruktur: værelser med aircondition til omkring 1.000 mennesker, et kontroltårn, udvidelser af landingsbaner, lagerfaciliteter, feltkøkkener og faciliteter til flytankning. Forsyningerne blev fløjet ind fra Rusland  eller sendt via Tartus havn 50 km derfra. Basen er rapporteret til at være i stand til at håndtere Antonov An-124 og Ilyushin Il-76 M transportfly; de udsendte fly omfattede fly af typen Sukhoj Su-24 M, Sukhoj Su-25 og Sukhoj Su-34, rekognosceringsflyet Il-20M og T-90 kampvogne, BTR-82 køretøjer, artilleri med Mil Mi-24, Mi-28, Ka-52 ildstøttefly og Mil Mi-8 helikoptere.
Efter en Su-24M blev skudt ned den 24. november 2015 blev der installeret et S-400 defensivt missilsystem, der giver Rusland mulighed for at forsvare luftrummet fra den sydlige del af Tyrkiet til det nordlige Israel.
Fra slutningen af januar 2016 blev Sukhoj Su-35 jagerfly indsat. I februar 2016 blev det rapporteret, at en Tupolev Tu-214R var blevet indsat.  
I slutningen af februar 2016, og som svar på udviklingen i fredsforhandlingerne i Genève, blev der ved lutbasen etableret et koordinationscenter for våbenhvilen for at koordinere de stridende partiers aktiviteter og "yde maksimal bistand" til alle parter, der deltager i de indgåede våbenhvileaftaler; centret yder dog ikke støtte til Islamisk Stat, Al-Nusra og grupperinger, der af FN's Sikkerhedsråd er udpeget som terrororganisationer. 
Den russiske efterretningstjeneste GRU er rapporteret af drive en lyttestation ved lufthavnen. 

## Større træfninger omkring basen
Efter af det russiske hangarskib Admiral Kuznetsov i november 2016 mistede en MiG-29K jager på grund af problemer med bremsekablerne, viste satellitbilleder, at nogle af hangarskibets MiG-29K'ere og Sukhoi Su-33- fly var blevet udsendt til Khmejmimbasen. 
Den 3. januar 2018 rapporterede Kommersant, at beskydning fra syriske oprørere den 31. december 2017 havde dræbt to russiske militærpersoner på basen og ødelagt mindst syv fly på basen; det russiske forsvarsministerium bekræftede den 4. januar 2018, at angrebet havde fundet sted og bekræftede, at to tjenestegørende russere var blevet dræbt, men benægtede, at nogle fly var blevet ødelagt. Ifølge Roman Saponkov, en russisk militærjournalist, der samme dag som forsvarsministeriet offentliggjorde sin erklæring offentliggjorde fotografier efter angrebet, blev der ikke ødelagt fly ved angrebet, men ti fly blev beskadiget. 
Den 12. januar 2018 meddelte det russiske forsvarsministerium, at militæret havde uskadeliggjort en gruppe militante, der der havde beskudt basen fra den vestlige grænse af Idlib-provinsen. Militæret havde benyttet Krasnopol-granater ved angrebet på oprørernes stillinger.
Den 6. marts 2018 styrtede et russisk Antonov An-26-transportfly ned under landing på flybasen, hvorved alle 39 ombordværende omkom. Ifølge det russiske forsvarsministerium blev flyet ikke beskudt, og foreløbige data antydede, at en teknisk fejl ved flyet havde forårsaget styrtet. 
Den 19. september 2018 blev et russisk Iljusjin Il-20 rekognosceringsfly ramt af egenbeskydning, fra det syriske luftforsvar, da syrerne forsøgte at nedskyde israelske fly. Det russiske forsvarsministerium oplyste, at fire israelske F-16 jagerfly havde angrebet mål i Syriens fra lav højde, og at de israelske piloter havde brugt det russiske fly som dækning og på den måde gjort det russiske fly til et mål af syrisk beskydning. Som en konsekvens blev det russiske fly, der har et radar-tværsnit langt større end F-16-flyene, skudt ned af et S-200 missil. 15 ombordværende russisk militærpersoner omkom.

## Droneangreb
Den 6. januar 2018 afværgede russiske styrker et angreb udført af en sværm af droner (UAV), det første af sin art i militærhistorien. Det russiske forsvarsministerium bekræftede den 8. og 10. januar 2018 tidligere rapporter om hændelsen, og udtalte, at angrebet var forsøgt foretaget af 13 fastvingede droner, der blev benyttet til at angribe både Khmejimim-basen og flådebasen i Tartus den 5.-6. januar. Angrebene var blevet afvist af de russiske styrkers radioelektroniske krigsførelsesteknologi. Forsvarsministeriet hævdede også, at flere droner havde været i angrebet og at dronerne kun kunne fremskaffet fra et land, der har "højteknologiske kapaciteter til at levere satellitnavigation og fjernbetjening."
Den 24. april 2018 blev luftbasen atter angrebet af flere droner. Russiske styrker meddelte, at de havde nedskudt flere "uidentificerede små luftbårne mål", der havde nærmet sig basen.
Den 30. juni 2018 blev endnu et droneangreb på basen afværget. I løbet af juli og august 2018 blev flyvebasen atter mål for droneangreb, der dog blev afvist.   I august 2018 var i alt 47 droner blevet skudt ned af det russiske luftforsvar. 50 droner blev skudt ned i september-oktober 2018.
Yderligere tre angreb fandt sted i august 2019.